# Donzy
Donzy ist eine französische Gemeinde mit 1542 Einwohnern (Stand 1. Januar 2022) im  Nièvre in der Region Bourgogne-Franche-Comté. Sie gehört zum Arrondissement Cosne-Cours-sur-Loire und zum Kanton Pouilly-sur-Loire. Donzy liegt am Ufer des Flusses Nohain. Die Bewohner werden Donziais und Donziaises genannt.

## Geschichte
Erste Spuren von Donzy finden sich im 6. Jahrhundert unter dem Namen Dominiacus. Im Mittelalter war Donzy Zentrum einer Baronie und eines der wichtigsten Lehen in Burgund. Durch die Heirat von Hervé IV. de Donzy mit Mathilde von Courtenay, der Erbin der Grafschaft Nevers, im Jahr 1199 wurde die Baronie mit Nevers vereinigt.

### Bevölkerungsentwicklung
| Jahr                       | 1962 | 1968 | 1975 | 1982 | 1990 | 1999 | 2007 | 2019 |
| Einwohner                  | 1861 | 1898 | 1908 | 1890 | 1719 | 1659 | 1637 | 1575 |
| Quellen: Cassini und INSEE |      |      |      |      |      |      |      |      |

## Sehenswürdigkeiten
- Ruinen der Kirche Notre-Dame-du-Pré (1107), seit 1840 als Monument historique klassifiziert
- Ruinen der Zisterzienserabtei L’Épeau (13. Jahrhundert), seit 1927 als Monument historique eingeschrieben
- Kirche Saint-Caradeuc aus dem 15. Jahrhundert, seit 1998 als Monument historique eingeschrieben
- Kapelle Saint-Étienne de la Grande Brosse, vormals Schlosskapelle, errichtet im 12. Jahrhundert
- Ehemalige Kirche Saint-Martin-du-Pré mit Ursprüngen aus dem 12. Jahrhundert, seit 1984 als Monument historique klassifiziert
- Fachwerkhaus in der Rue de l’Etape aus dem 16. Jahrhundert, Fassaden und Dächer seit 1971 als Monument historique eingeschrieben
- Wassermühle Maupertuis, seit 1991 als Monument historique eingeschrieben

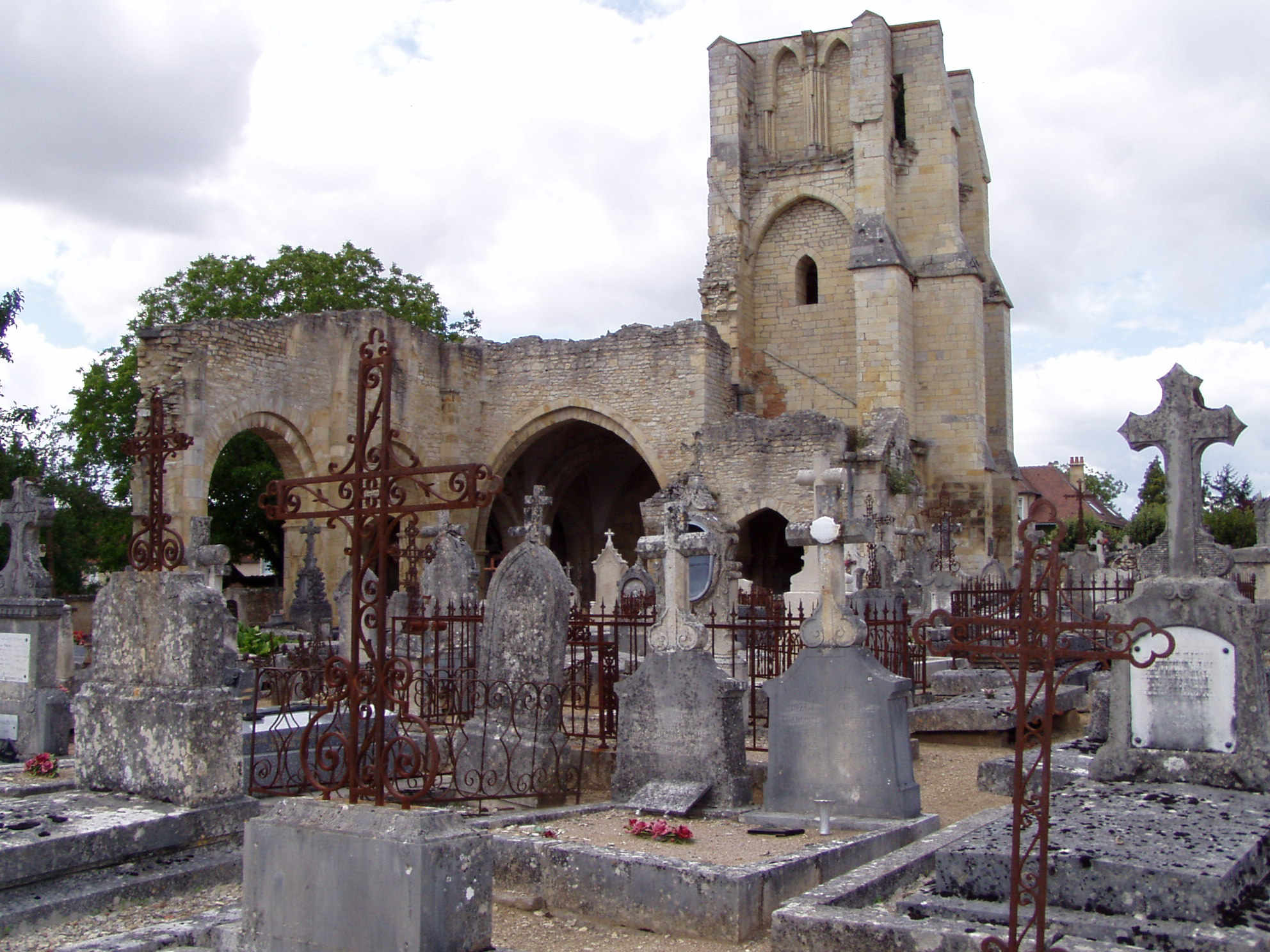
Kirche Notre-Dame-du-Pré
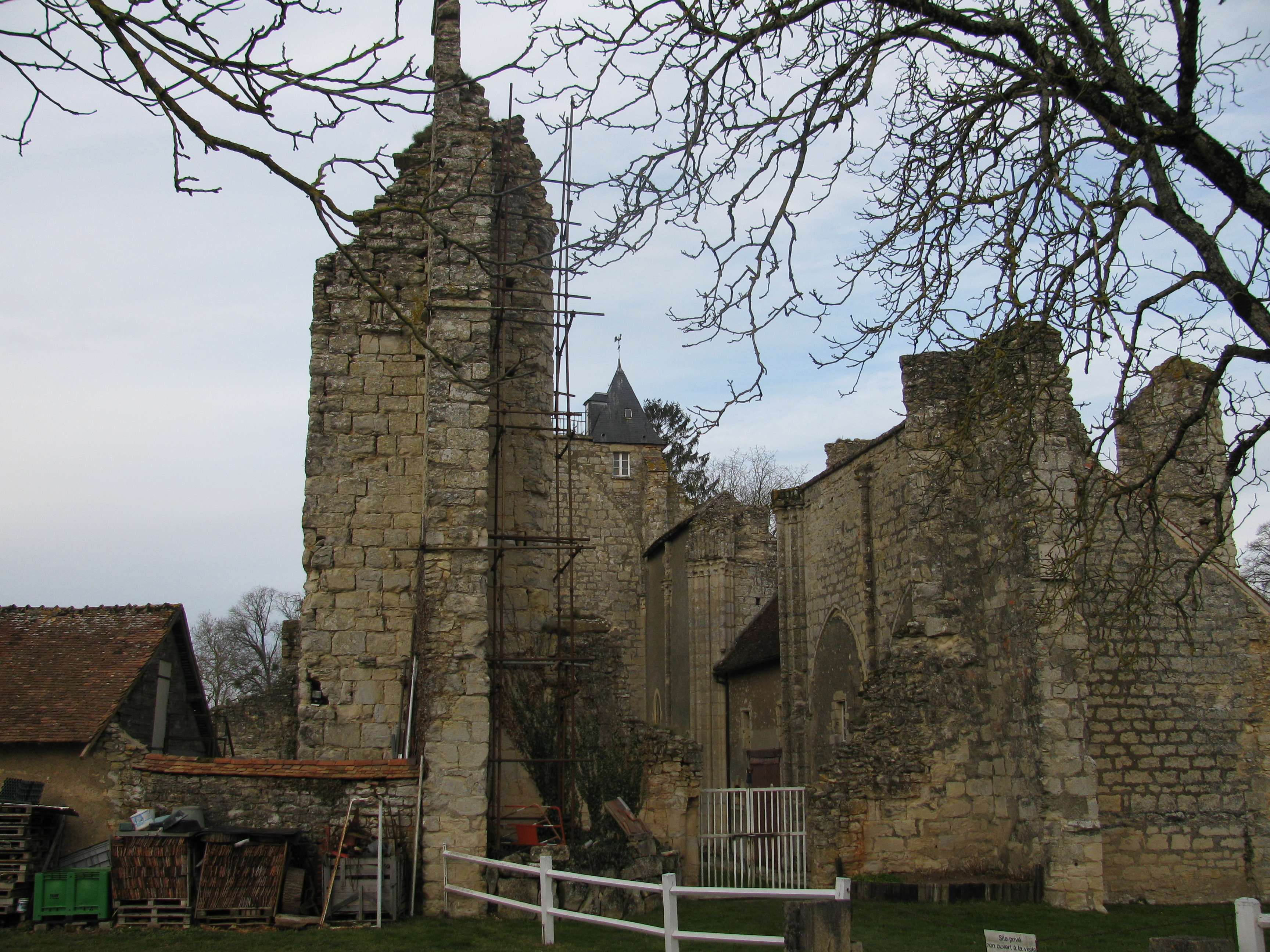
Ruinen der Abtei L’Épeau
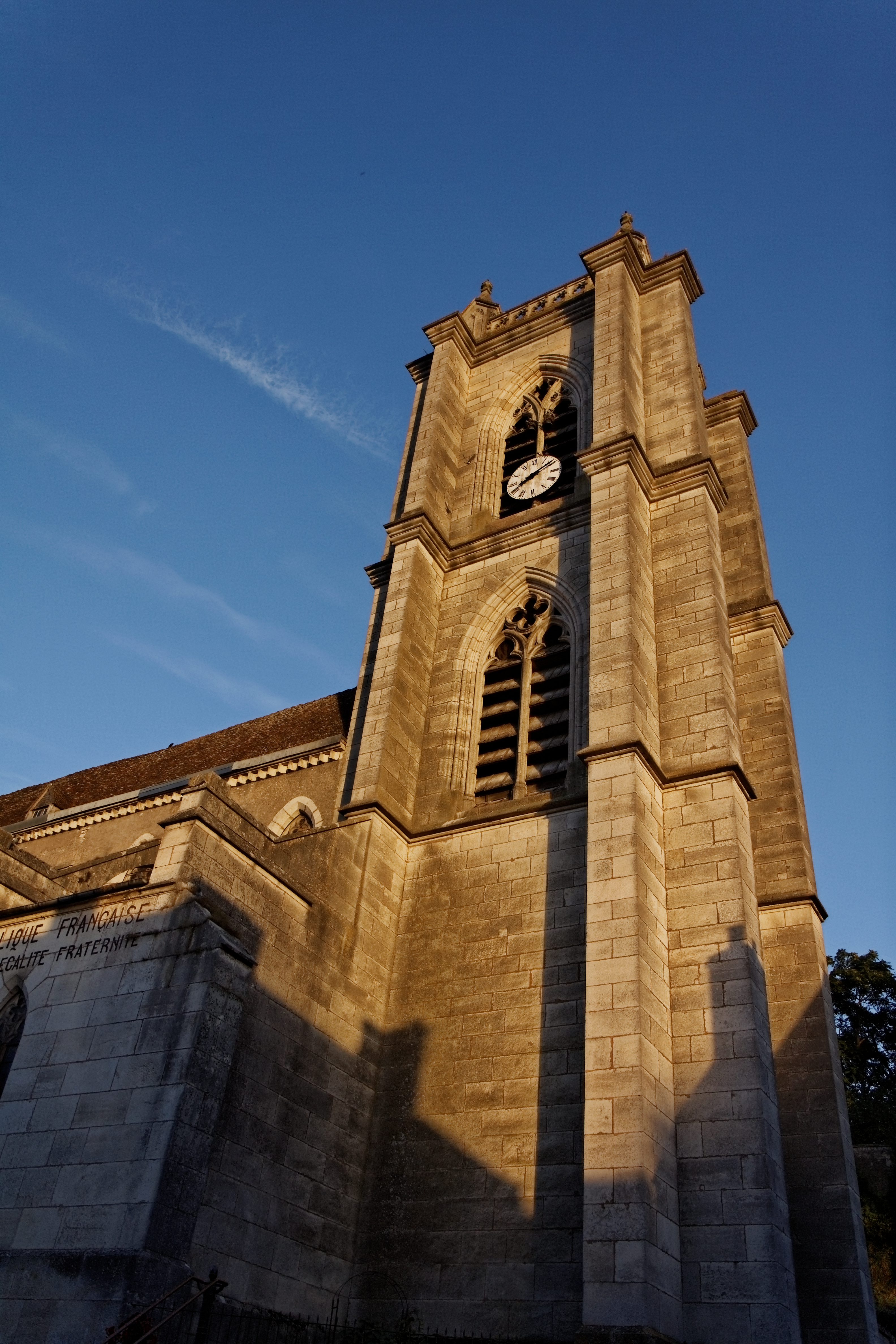
Kirche Saint-Caradeuc
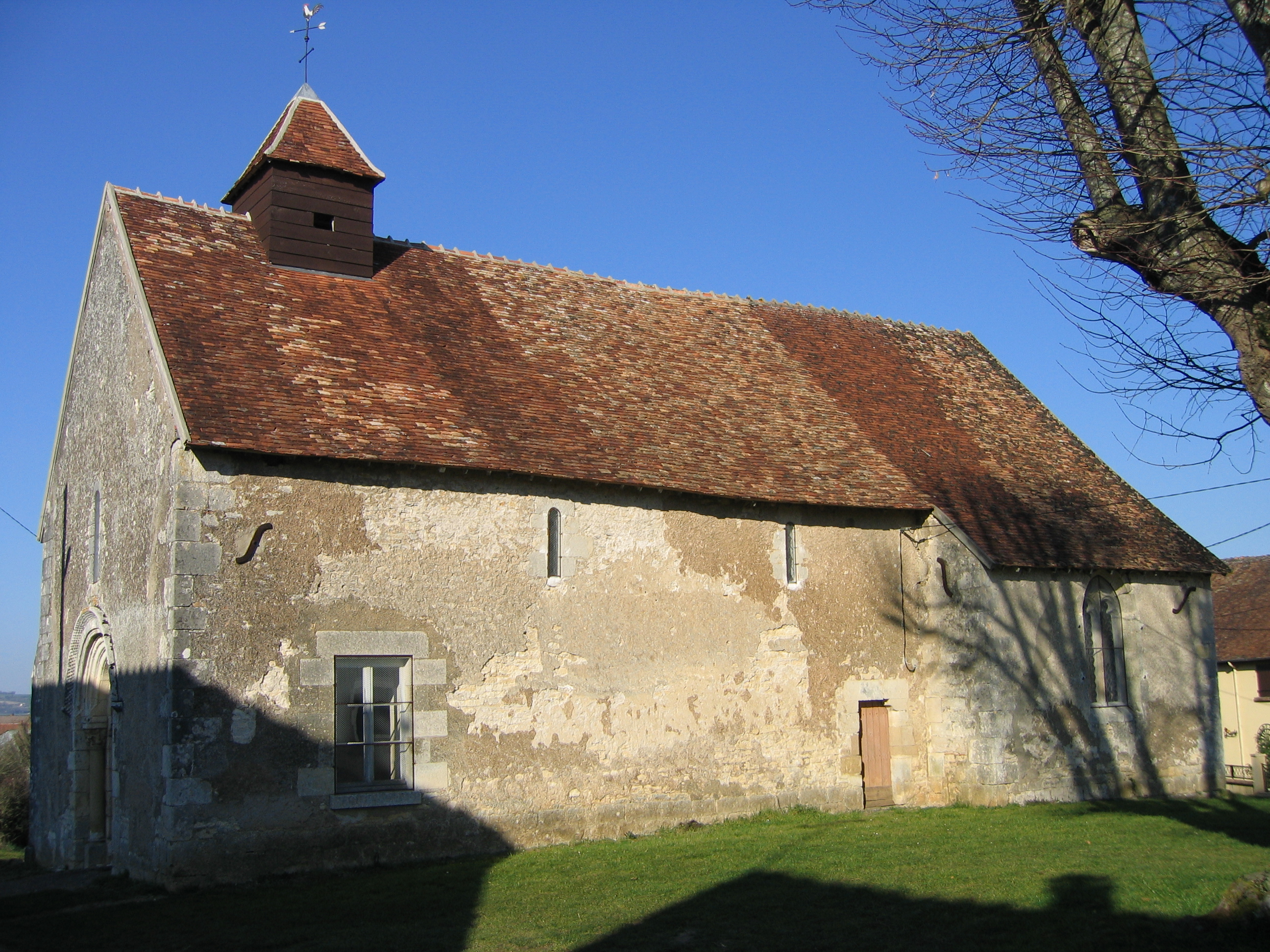
Kapelle Saint-Étienne de la Grande Brosse
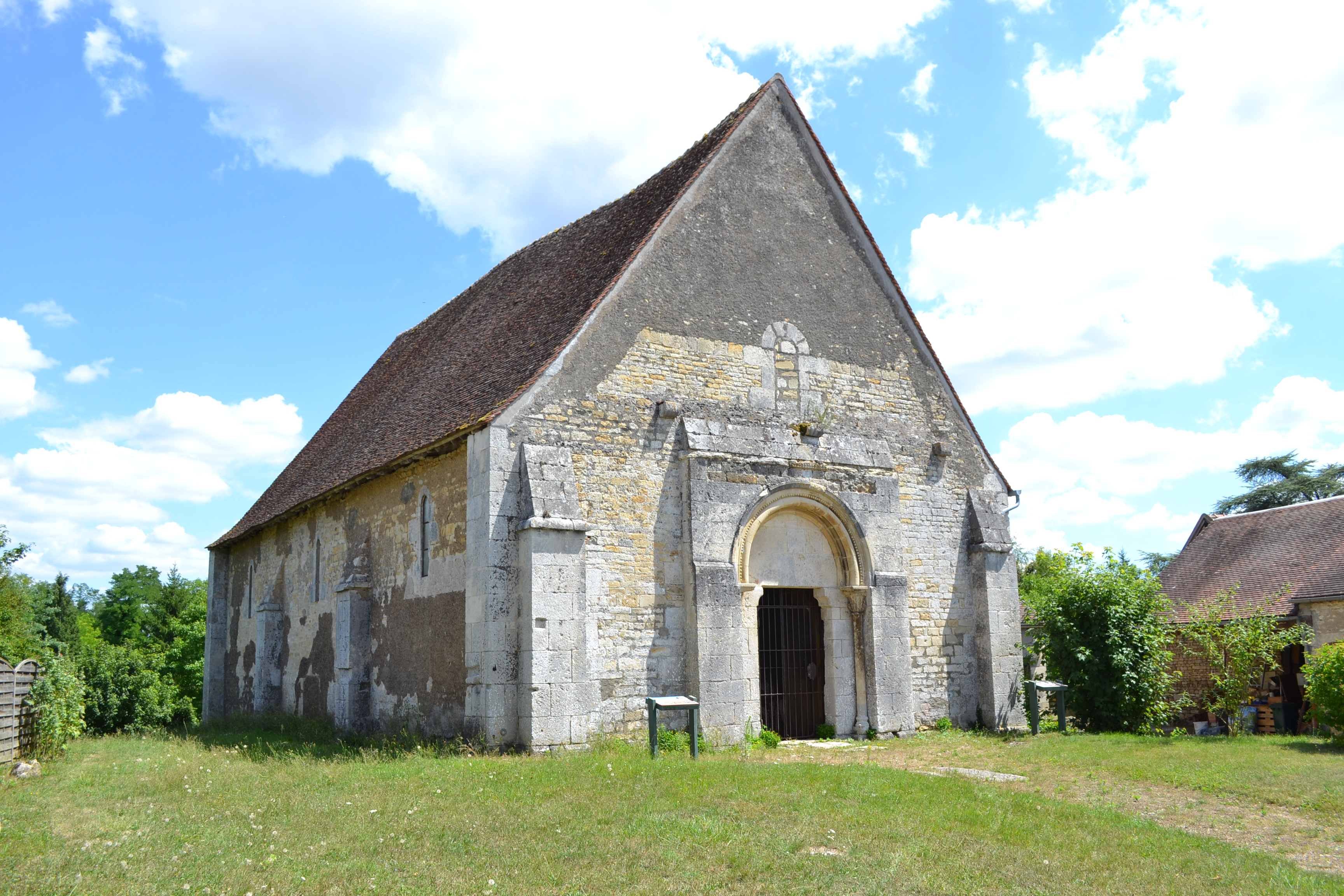
Ehemalige Kirche Saint-Martin-du-Pré
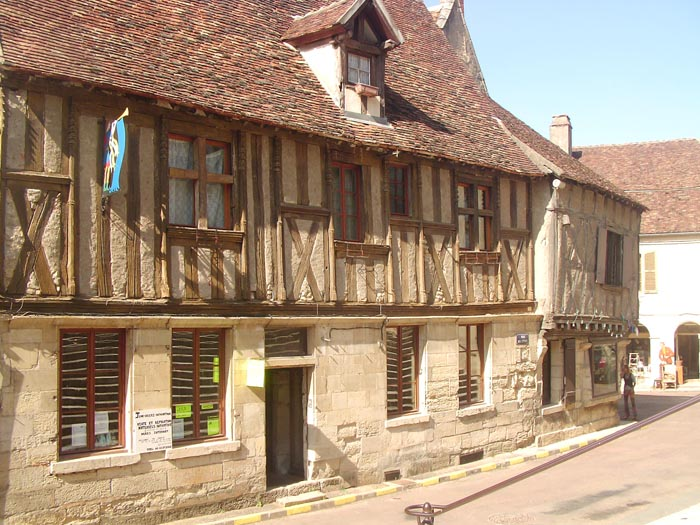
Fachwerkhaus
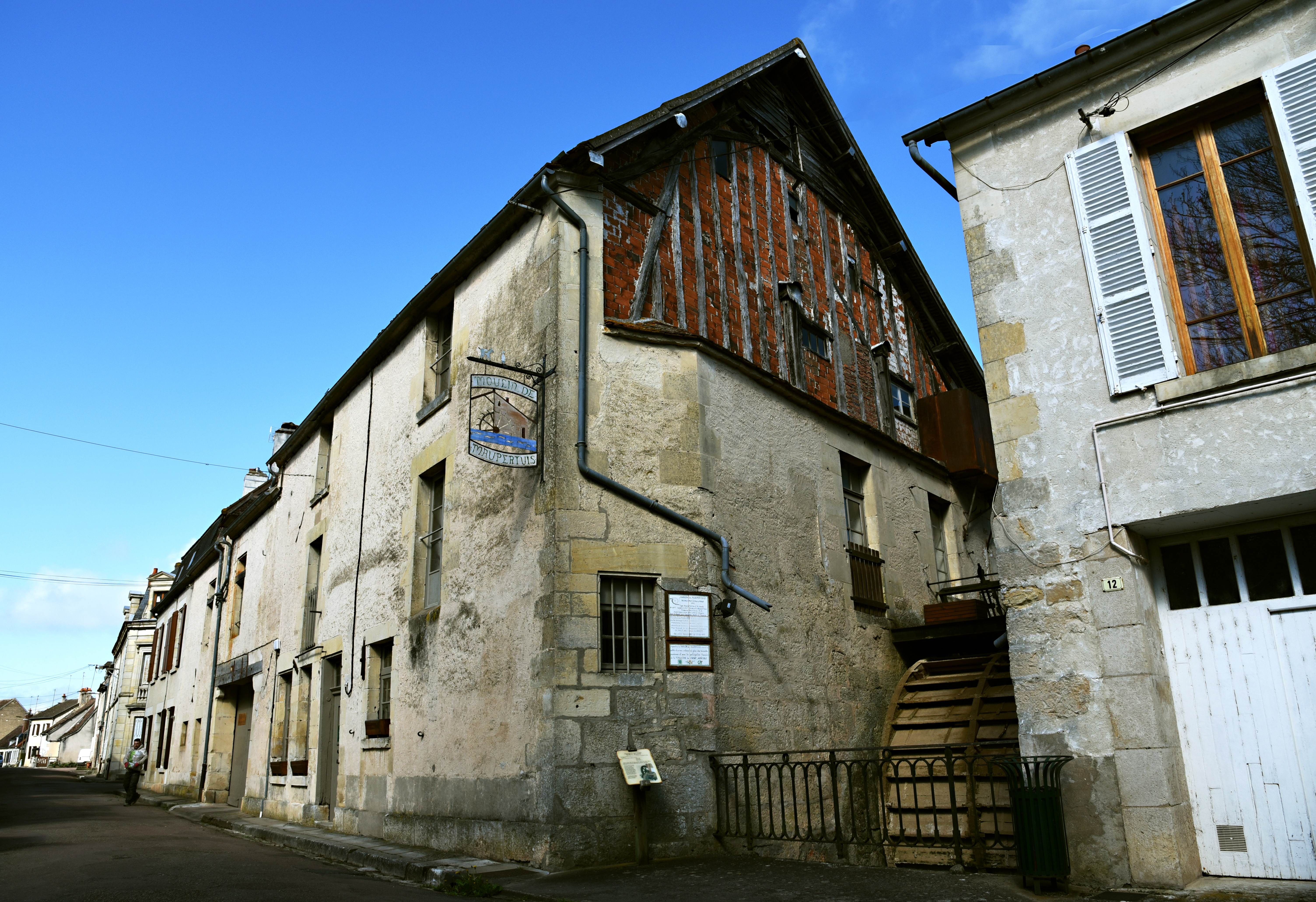
Mühle Maupertuis
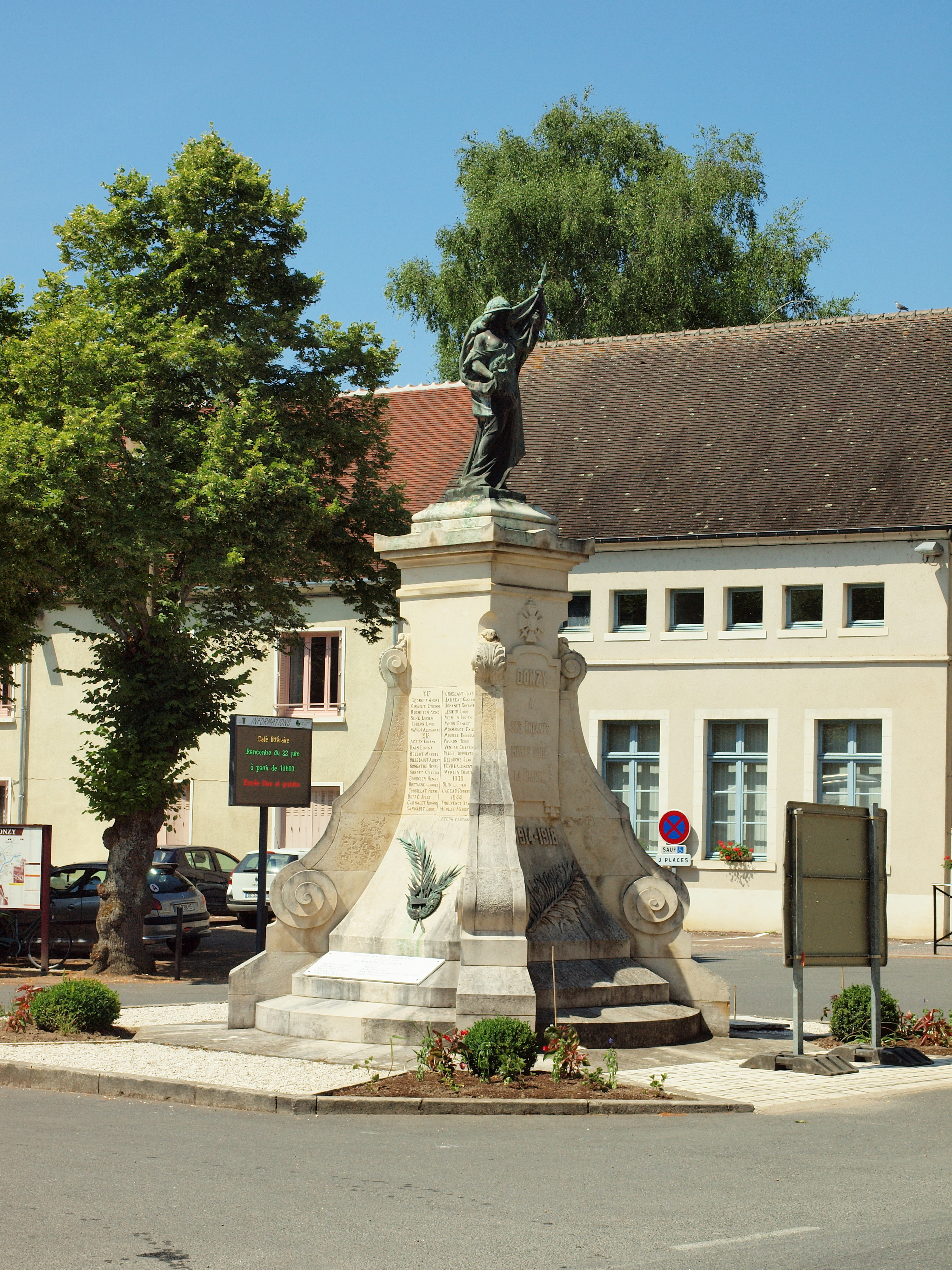
Gefallenendenkmal